# Neumarkt no Alto Palatinado
Neumarkt in der Oberpfalz (em alemão:  Neumarkt in der Oberpfalz) é uma cidade da Alemanha capital no distrito de Neumarkt, região administrativa do Alto Palatinado, estado de Baviera.